# Heinrich Karsch
Heinrich Karsch (* 12. Februar 1894 in Rheydt; † 24. Oktober 1955) war ein deutscher Politiker (CDU). Er war von 1946 bis 1947 Abgeordneter im Landtag von Nordrhein-Westfalen.
Karsch wurde während des Ersten Weltkriegs Angestellter und Mitarbeiter einer Organisation der Kriegsopfer. Im Jahr 1916 war er Mitbegründer einer der ersten Kriegsopferorganisation. Nach Ende des Zweiten Weltkriegs wurde er Mitbegründer und Mitglied der CDU Mönchengladbach. Von 1946 bis zu seinem Tod war er Mitglied des geschäftsführenden Vorstandes des CDU-Kreisverbandes. Außerdem war er Mitglied des Bundesparteivorstandes und des Bundesparteiausschusses der CDU. Von 1946 an war er Mitglied im Rat von Mönchengladbach, wo er währenddessen auch Fraktionsvorsitzender der CDU war. Beim Bundesarbeitsministerium gehörte er dem Beirat für Versorgungsrecht an.
Karsch gehörte vom 19. Dezember 1946 bis zum 19. April 1947 dem Landtag von Nordrhein-Westfalen in seiner zweiten Ernennungsperiode an.